# Richard Dostálek
Richard Dostálek (ur. 26 kwietnia 1974 w Uherskim Hradišciu) – były czeski pomocnik, a obecnie trener.
Richard Dostálek karierę rozpoczął w Zbrojovce Brno. W 1994 roku został wybrany Największym Talentem w Czeskiej Lidze. W 1998 roku za 20 milionów koron trafił do Slavii Praga. Był to wówczas najwyższy transfer w historii Zbrojovki. W latach 1999 i 2002 zdobył ze Slavią Puchar Czech.
W reprezentacji Czech zadebiutował 4 września 1996 w wygranym 2:1 towarzyskim meczu z Islandią.